# 34街-賓州車站 (IND第八大道線)
34街-賓州車站（英語：34th Street–Penn Station）是美國紐約地鐵IND第八大道線的一個快車地鐵站，位於曼哈頓中城34街及第八大道交界，設有A線、E線（任何時候停站）與C線（任何時候停站（深夜除外））列車服務。此站與賓夕法尼亞車站相鄰，是美國很繁忙的鐵路車站，同時也是轉乘美鐵、新澤西通勤鐵路以及長島鐵路的車站。

## 車站結構
| G                  | 街道 | 出入口 升降機位於34街及第八大道東南角往上城 線月台層；乘搭升降機下層至下夾層往下城 線及線的來回方向 |
| P 月台層           | | |
| 側式月台，右側開門 | | |
| 北行               | 往168街（ 深夜時往英伍德-207街（42街-港務局客運總站） · 往牙買加中心-帕森斯/射手（42街-港務局客運總站） | |
| 北行快速           | 往207街（42街-港務局客運總站）                                                                          | |
| 島式月台，左側開門 | | |
| 南行快速           | 往遠洛克威-莫特大道/臭氧公園-勒弗茲林蔭路（深夜除外）/洛克威公園（黃昏尖峰時段）（14街）                | |
| 南行               | 往尤克利德大道（ 深夜時往遠洛克威）（23街） · 往世界貿易中心（23街）                                    | |
| 側式月台，右側開門 | | |
| M                  | 夾層 | 月台連接夾層、票务、闸机、往紐約賓夕法尼亞車站LC层                                                  |

此地下車站是28個於1932年9月10日啟用的車站之一，是獨立地鐵系統原初路段的一部分，當時擁有現時IND第八大道線由錢伯斯街至207街。
此站設有兩個側式月台、一個島式月台和四條軌道。IRT東公園道線的大西洋大道-巴克萊中心和IRT百老匯-第七大道線的34街-賓州車站是紐約地鐵其餘兩個設有這種月台配置的車站。
此站以南有一條額外的軌道，由兩條快車軌道之間的止衝擋開始，與兩端都設有聯絡線（南端大約位於25街，北端大約位於33街）。此容許更多列車在路線上行走，包括儲車或移走有機械問題的列車以另一方向送回。同時34街亦可作為總站使用。

### 出口
34街-賓州車站橫跨3條街道（33街、34街及35街），並在這些街道都設有出入口。。
- 35街：這是一個部分時間票務處的入口。每個慢車月台都設有自己的閘機。在慢車月台上設有為月台層出口而設的全高式閘機。閘機內設有狹窄的地下道連接月台。北行月台設有兩條街梯連往35街及第八大道的東北角，一條連往東南角。南行月台亦設有兩條街梯連往該路口的西北角，一條連往西南角[7]。
- 34街：這是一個部分時間票務處入口。每個慢車月台都設有自己的閘機。閘機內設有地下道連接月台，並與閘機外的長島鐵路西城大廳連接。同時亦有一條行人通道提供出站轉乘前往IRT百老匯-第七大道線的同名車站。北行月台各設有一條街梯前往34街及第八大道的東北角和東南角。南行月台亦各設有一條街梯前往該路口的西北角和西南角。此外東南角還設有往北行月台的升降機，與該月台的閘機連接。閘機內設有三部升降機，分別由該月台下降至地下道[7]。
- 33街：這是24小時入口，兩側都設有票務處，24小時票務處位於北行月台。所有三個月台都設有自己的閘機。連接月台的下通道位於閘機的外面。北行慢車月台的閘機連往街梯，與33街及第八大道的東北角連接，同時亦是一條直接行人通道前往賓州車站/麥迪遜廣場花園的地庫。南行慢車月台的閘機連往該路口的西北角，以及一條雙寬花崗岩樓梯前往西南角（位於詹姆斯·A·法利郵政局大樓外面的一個廣場）[7]。

## 外部連結

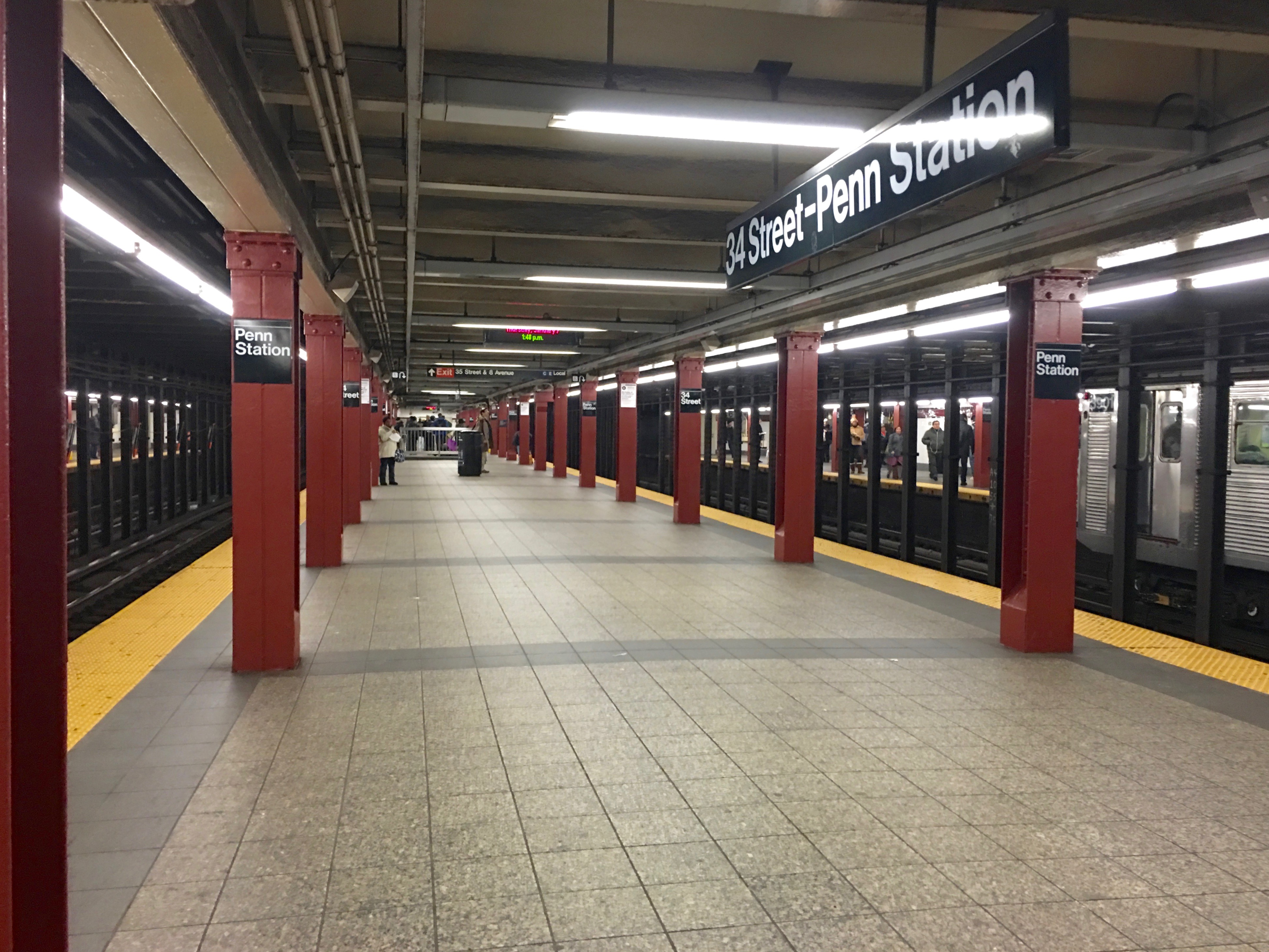
快車月台

- 维基共享资源上的相關多媒體資源：34街-賓州車站
- nycsubway.org—IND第八大道: 34街/賓州車站
- nycsubway.org — 由Eric Fischl製作的Garden of Circus Delights藝術品（2001年）（页面存档备份，存于）
- Station Reporter — A線勒弗茲列車
- Station Reporter — A線洛克威列車
- Station Reporter — C線列車
- Station Reporter — E線列車
- MTA交通藝術 — 34街-賓州車站 (IND第八大道線)
- Google地圖街景34街入口
- Google地圖街景35街入口
- Google地圖街景33街入口
- Google地圖街景月台 （页面存档备份，存于）